# Jadeitita
Les jadeitites són roques metamòrfiques que es troben en les fàcies d'esquists blaus. Se sol trobar en cossos aïllats de serpentinita alterats per metasomatisme, sovint relacionat a zones de subducció. Les jadeitites solen estar formades per jadeïta, i són explotades freqüentment com a roques ornamentals (jade (mineral). Es troben jadeitites a Myanmar, Guatemala, el Japó, el Kazakhstan i els Estats Units.